# Municipio Quillacas
Das Municipio Santuario de Quillacas (oder auch: Quillacas) ist ein Verwaltungsbezirk im Departamento Oruro im Hochland des südamerikanischen Anden-Staates Bolivien.

## Lage im Nahraum
Das Municipio Santuario de Quillacas ist das südliche der beiden getrennt voneinander liegenden Municipios der Provinz Eduardo Avaroa. Es grenzt im Norden und Nordosten an die Provinz Sebastián Pagador, im Westen an die Provinz Ladislao Cabrera und im Süden und Südosten an das Departamento Potosí.
Der zentrale Ort des Municipios ist Santuario de Quillacas mit 910 Einwohnern (Volkszählung 2012) im nordwestlichen Teil des Municipios, wenige Kilometer vom Südufer des Poopó-Sees entfernt.

## Geographie
Das Municipio Santuario de Quillacas liegt am östlichen Rand des bolivianischen Altiplano vor der Cordillera Azanaques, die ein Teil der Gebirgskette der Cordillera Central ist. Das Klima ist ein typisches Tageszeitenklima, bei dem die täglichen Temperaturschwankungen stärker ausfallen als die Schwankungen zwischen den Jahreszeiten.
Die mittlere Durchschnittstemperatur der Region liegt bei knapp 9 °C (siehe Klimadiagramm Pampa Aullagas) und schwankt zwischen 4 °C im Juni und Juli und 11 °C in den Sommermonaten von November bis März. Der Jahresniederschlag beträgt weniger als 300 mm, bei einer ausgeprägten Trockenzeit von April bis November mit Monatsniederschlägen unter 15 mm, mit einem Höchstwert von 75 mm im Januar.

## Bevölkerung
Die Bevölkerungszahl ist zwischen 1992 und 2024 auf mehr als das Doppelte angestiegen:
| Jahr | Einwohner | Quelle       |
| ---- | --------- | ------------ |
| 1992 | 2265      | Volkszählung |
| 2001 | 3305      | Volkszählung |
| 2012 | 3983      | Volkszählung |
| 2024 | 5105      | Volkszählung |

Die Lebenserwartung der Neugeborenen lag im Jahr 2001 bei nur 48,9 Jahren, der Anteil städtischer Bevölkerung beträgt 0,0 Prozent.
Der Alphabetisierungsgrad bei den über 19-Jährigen beträgt 82 Prozent, und zwar 96 Prozent bei Männern und 67 Prozent bei Frauen (2001).

## Politik
Ergebnis der Regionalwahlen (concejales del municipio) vom 4. April 2010:
| Wahl- berechtigte |  | Wahl- beteiligung | gültige Stimmen |  | AYNI   | MAS-IPSP |
| ----------------- |  | ----------------- | --------------- |  | ------ | -------- |
| 1.728             |  | 1.547             | 1.140           |  | 640    | 500      |
|                   |  | 89,5 %            | 73,3 %          |  | 56,1 % | 43,9 %   |

Ergebnis der Regionalwahlen (elecciones de autoridades políticas) vom 7. März 2021:
| Wahl- berechtigte |  | Wahl- beteiligung | gültige Stimmen |  | MAS-IPSP | BST     | UN SOL PARA ORURO | PP     | C-A    | PAN-BOL |
| ----------------- |  | ----------------- | --------------- |  | -------- | ------- | ----------------- | ------ | ------ | ------- |
| 2.442             |  | 2.203             | 1.952           |  | 1.216    | 523     | 66                | 45     | 38     | 17      |
|                   |  | 90,21 %           | 88,61 %         |  | 62,30 %  | 26,79 % | 3,38 %            | 2,31 % | 1,95 % | 0,87 %  |

Im März 2012 eskalierten Grenzstreitigkeiten zwischen Quillacas und der Nachbargemeinde Coroma im Departamento Potosí. Bei gewalttätigen Auseinandersetzungen zwischen den zwei zerstrittenen Grenzgemeinden hatte es 25 Verletzte und zwei schwer Verletzte gegeben, in Oruro waren der regionale Gewerkschaftsverband COD und rund 500 Bergleute durch die Straßen gezogen, die der Regierung in La Paz Untätigkeit vorwarfen, und in der Departamento-Hauptstadt Potosí stand durch die dortigen Protestaktionen für 24 Stunden das gesamte öffentliche Leben still. Autonomie-Ministerin Claudia Peña erklärte den Streik als »politisch und ungerechtfertigt«. Bereits am ersten März-Wochenende habe es zwischen den beiden Gemeinden ein schriftliches Abkommen zur friedlichen Beilegung des Konflikts um Ackerland gegeben. Die Befriedung vor Ort sei vor allem Aufgabe der Betroffenen, so Peña.

## Gliederung
Das Municipio unterteilte sich bei der Volkszählung 2012 in die folgenden drei Kantone (cantones):
- 04-0202-01 Kanton Santuario de Quillacas – 19 Ortschaften – 1.593 Einwohner
- 04-0202-02 Kanton Sevaruyo – 1 Ortschaft – 749 Einwohner
- 04-0202-03 Kanton Soraga – 27 Ortschaften – 1.641 Einwohner

## Ortschaften im Municipio Quillacas
- Kanton Santuario de Quillacas
  - Santuario de Quillacas 910 Einw.

- Kanton Sevaruyo
  - Sevaruyo 749 Einw.

- Kanton Soraga
  - Soraga 267 Einw.